# Genhodder
Genhodder ist eine Honschaft (Ortsteil) des Stadtteils Rheindahlen-Land im Stadtbezirk West (bis 22. Oktober 2009 Rheindahlen) in Mönchengladbach.
Der Name bezeichnet den im Vergleich zu den sonstigen Flecken höher gelegenen Ort (in dem Hoidder-nre).

## Geschichte
Eine erste Erwähnung findet Genhodder im Jahr 1452 in einer Urkunde des Stiftsklosters St. Maria im Kapitol in Köln.